# SZD-31 Zefir 4
SZD-29 Zefir 4 – polski jednomiejscowy wyczynowy szybowiec zaprojektowany w Szybowcowym Zakładzie Doświadczalnym w Bielsku-Białej.

## Historia
Bogumił Szuba opracował ostatni szybowiec z rodziny Zefirów w 1967 r. Konstrukcja była przewidziana do udziału w zawodach i do lotów rekordowych w klasie otwartej. 
W stosunku do poprzedniej wersji Zefir 4 miał zmienione pokrycie sterów, lotek i klap na płócienne co pozwoliło poprawić ich wyważenie oraz zmniejszyć masę usterzenia wysokości. Usterzenie kierunku zostało przekonstruowane tak aby dać możliwość przesunięcia steru wysokości do góry, co ułatwiało lądowanie w przygodnym terenie. W Zefirze 4 konstruktorzy przywrócili hamulce aerodynamiczne w skrzydłach.
Prototyp o znakach rejestracyjnych SP-2417 został oblatany przez Adama Zientka w dn. 7 grudnia 1967 r. na lotnisku w Bielsku.
Zbudowano dwa dodatkowe egzemplarze (SP-2518, SP-2519), które wzięły udział w szybowcowych mistrzostwach świata w Lesznie. W tym mistrzostwach Jan Wróblewski zajął 14 a Mirosław Królikowski 28 miejsce. Jako przyczynę niepowodzenia startu Polaków postrzegano niewielki nalot pilotów na nowym typie szybowca, niekorzystne warunki termiczne oraz niewłaściwa budowa hamulców aerodynamicznych.
Z uwagi na brak sukcesów oraz wdrożenie do produkcji innych konstrukcji szybowiec Zefir 4 nie został skierowany do produkcji seryjnej.
Doświadczenia zdobyte przy konstruowaniu tego szybowca wykorzystano przy późniejszych konstrukcjach. Problemy z hamulcami aerodynamicznymi doprowadziły do pracowania hamulców umieszczonych wyłącznie na górnej powierzchni skrzydła. Skrzydła z rozbitego Zefira 4 stały się podstawą do skonstruowania dwumiejscowego szybowca wyczynowego SZD-40 Halny.
Egzemplarz o znakach rejestracyjnych SP-2519 jest użytkowany przez Aeroklub Gliwicki.

## Konstrukcja
Jednomiejscowy grzbietopłat o konstrukcji mieszanej.
Skrzydło drewniane, dwudzielne o konstrukcji skorupowej, bezdźwigarowej. Wyposażone w dwudzielne lotki bezszczelinowe z hamulcami aerodynamicznymi oraz sześciodzielne klapy szczelinowe.
Kadłub konstrukcji wręgowo-podłużnicowej kryty sklejką - powierzchnie nierozwijalne laminatem szklanym. Na końcu kadłuba mieści się spadochron hamujący jednorazowego użytku. Zaczep do holu u dołu kadłuba pod sterownicą. Kabina zakryta jednoczęściową limuzyną otwieraną na prawo. Za fotelem pilota umieszczony bagażnik oraz miejsce na radiostację i barograf.
Usterzenie wysokości dwudzielne. 
Podwozie jednotorowe, koło główne chowane w locie, amortyzowana płoza ogonowa.
Wyposażenie kabiny: radiostacja RS-3, barograf, busola, prędkościomierz, wariometr, wysokościomierz i wskaźnik tlenu, zakrętomierz i sztuczny horyzont, aparatura tlenowa SAT-5.